# Estación de Chillarón
Chillarón es un apeadero ferroviario clausurado situado en el municipio español de Chillarón de Cuenca en la provincia de Cuenca, comunidad autónoma de Castilla-La Mancha. Contaba con servicios de media distancia operados por Renfe hasta el 20 de julio de 2022.

## Situación ferroviaria
La estación se encuentra situada en el punto kilométrico 141,9 de la línea férrea que une Aranjuez con Valencia, entre las estaciones de Villar del Saz de Navalón y Cuenca, a 917 metros de altitud sobre el nivel del mar. El tramo es de vía única y está sin electrificar.

## Historia
La estación fue inaugurada oficialmente el 5 de septiembre de 1885, cuando MZA se hizo con la concesión de la línea entre Aranjuez y Cuenca comprando los derechos de la misma a la Compañía del Ferrocarril de Aranjuez a Cuenca, constructora del trazado. En 1941, con la nacionalización de la totalidad de la red ferroviaria española la estación pasó a ser gestionada por RENFE. 
Desde el 31 de diciembre de 2004 Renfe Operadora explota la línea mientras que Adif es la titular de las instalaciones ferroviarias.
Desde el 4 de marzo de 2023 se encuentra clausurada y dada de baja como dependencia de la línea.

## La estación

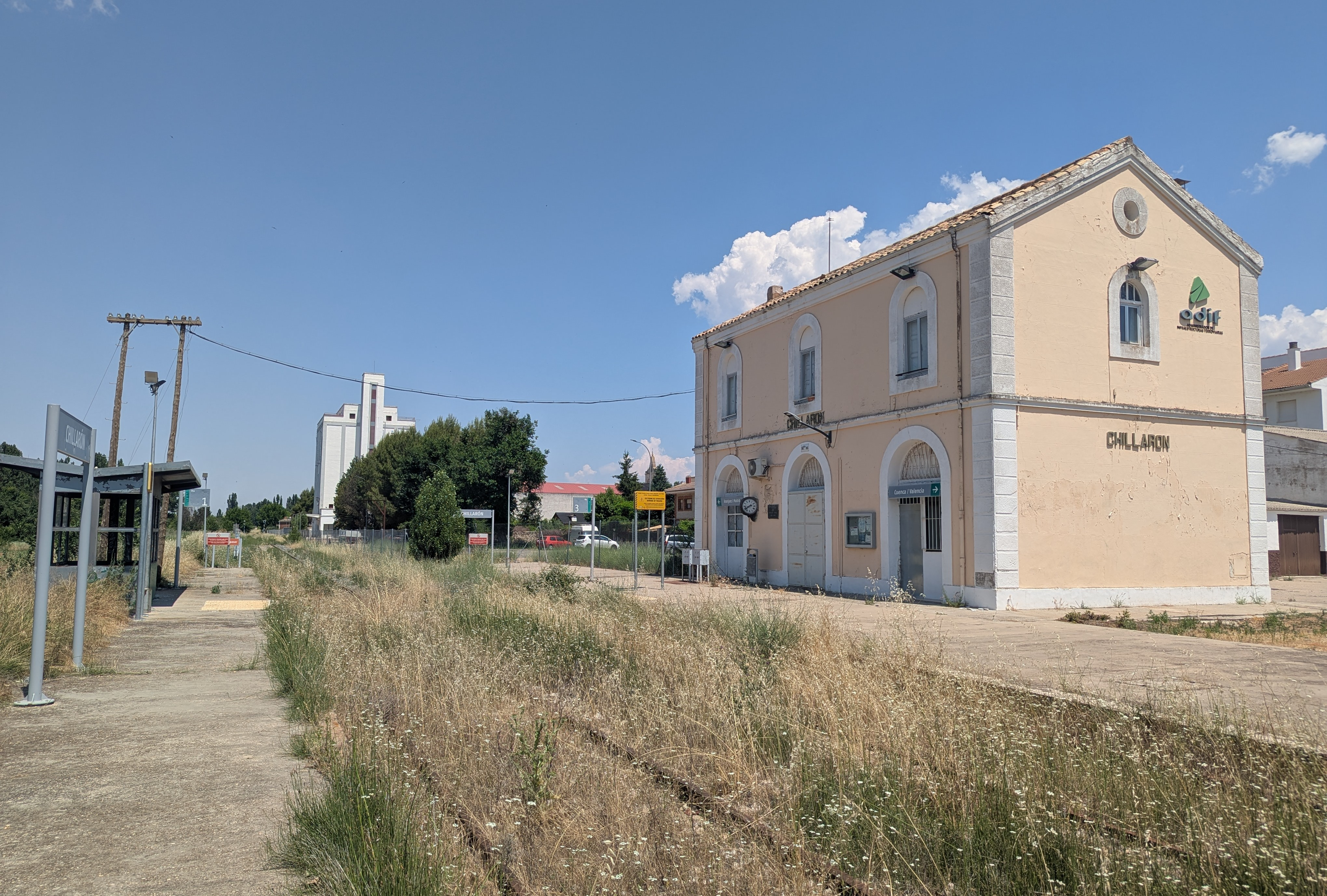
La estación en 2025

El edificio de viajeros es a dos alturas, con unas medidas de 14,2 m x 8,2 m. Consta de dos andenes (uno de ellos no funcional) y dos vías, de un lado está la vía principal, la única utilizada (núm. 1) y su andén central, donde se ha construido un refugio. La antigua vía derivada (núm. 3) y el andén lateral frente al edificio de viajeros dejaron de usarse esporádicamente para cruce de trenes, por lo que en la práctica se han de cruzar las vías por el paso a nivel para tomar o apearse del tren. Se halla al oeste del núcleo urbano, muy próximo a la carretera N-320, que atraviesa el casco urbano. 
La estación fue rebajada a la categoría de apeadero el 1 de diciembre de 2015.